# Sandviken
Sandviken ( PRONÚNCIA) (1943) é uma cidade sueca da província histórica da Gästrikland, no atual condado de Gävleborg. Tem cerca de 23 mil habitantes, e é sede do município de Sandviken. Sandviken fica a apenas 20 quilômetros de Gävle.

## Economia
- Sandvik (empresa internacional sueca de ferramentas, mineração e construção)